# Igor Mirović
Igor Mirović, cyr. Игор Мировић (ur. 12 lipca 1968 w Kruševacu) – serbski polityk i ekonomista, w latach 2013–2014 minister, w latach 2016–2024 premier Prowincji Autonomicznej Wojwodina.

## Życiorys
Absolwent studiów ekonomicznych na Uniwersytecie w Nowym Sadzie. Zaangażował się w działalność polityczną w ramach Serbskiej Partii Radykalnej, w latach 90. został przewodniczącym jej struktur w Nowym Sadzie. Był wybierany do rady miejskiej (od 1992 do 1994 pełnił funkcję jej wiceprzewodniczącego), od 1992 do 1996 zasiadał w serbskim Zgromadzeniu Narodowym, następnie do 2000 w Zgromadzeniu Wojwodiny. Od 1998 do 2000 zajmował stanowisko wiceministra finansów. W latach 2000–2004 wchodził w skład jednej z izb federalnego parlamentu. Od 2004 ponownie wybierany do regionalnego parlamentu Wojwodiny, w latach 2008–2012 był jego wiceprzewodniczącym. Od 2004 do 2008 kierował jednym z przedsiębiorstw komunalnych w Nowym Sadzie.
W 2008 opuścił radykałów, przechodząc do Serbskiej Partii Postępowej. Od września 2013 do kwietnia 2014 sprawował urząd ministra rozwoju regionalnego i administracji samorządowej w rządzie Ivicy Dačicia. W czerwcu 2016 został wybrany na nowego premiera Wojwodiny. W 2020 otwierał listę wyborczą skupionej wokół SNS koalicji do Zgromadzenia Wojwodiny, uzyskując mandat deputowanego do tego gremium. Urząd premiera Wojwodiny sprawował do maja 2024.